# Facharzt für Pathologie
Facharzt für Pathologie, auch Pathologe/Pathologin, ist in Deutschland die offizielle Bezeichnung für einen Facharzt, der sich auf die ärztliche Tätigkeit im Gebiet Pathologie spezialisiert hat. 

## Gebiet Pathologie
Das Gebiet Pathologie einschließlich der Neuropathologie umfasst nach der Definition der deutschen Weiterbildungsordnung für Ärztinnen und Ärzte die Erkennung von Krankheiten, ihrer Entstehung und ihrer Ursachen durch die Beurteilung von Untersuchungsgut bei morphologisch definierten Krankheiten oder durch Obduktion und dient damit zugleich der Beratung und Unterstützung der in der Behandlung tätigen Ärzte.

## Facharzt-Weiterbildung
Um in Deutschland als Facharzt für Pathologie tätig werden zu können, muss nach dem Abschluss eines Medizinstudiums und erteilter Approbation als Arzt eine mindestens 72 Monate umfassende Weiterbildung im Gebiet Pathologie mit Erfolg absolviert worden sein. Die Berechtigung zur Führung einer Facharzt- oder Zusatzbezeichnung wird nach einer mündlichen Prüfung von der zuständigen Landesärztekammer erteilt.
Die Weiterbildung muss an zugelassenen Weiterbildungsstätten absolviert werden: mindestens
- 72 Monate Pathologie, davon können zum Kompetenzerwerb
  - bis zu 24 Monate Weiterbildung in Neuropathologie und
  - bis zu 12 Monate Weiterbildung in anderen Gebieten erfolgen.

Bei der Anmeldung zur Weiterbildungsprüfung müssen der zuständigen Ärztekammer sämtliche Nachweise über die erfüllten Mindestanforderungen vorgelegt werden. Dazu gehören auch die Logbuch-Dokumentationen über alle durch die MWBO vorgegebenen Inhalte der Weiterbildung. Zur Weiterbildungsprüfung muss man darlegen, dass man über die entsprechenden Kenntnisse, Erfahrungen und Fertigkeiten im Fach verfügt.

### Inhalte der Weiterbildung
Zur Weiterbildungsprüfung muss dargelegt werden können, dass man Kenntnisse, Erfahrungen und Fertigkeiten unter anderem in folgenden Bereichen erlangt hat:
- Prinzipien interdisziplinärer Therapiekonzepte und Therapieplanung, insbesondere bei Tumorerkrankungen
- Digitale Pathologie
- Spezielle Anatomie der verschiedenen Körperregionen
- Obduktionstätigkeit
- Makroskopische Beurteilung, Auswahl und Entnahme morphologischen Materials für die histologische und zytologische Untersuchung einschließlich der Methoden der technischen Bearbeitung und Färbung unter Berücksichtigung der Immunhistologie und Molekularpathologie
- Aufbereitung und Befundung von Präparaten
- Mikroskopie
- Zytopathologie und Zytometrie
- Gynäkologische Exfoliativzytologie

Die Inhalte der Musterweiterbildungsordnung sind allerdings nur eine Empfehlung für die rechtsverbindlichen Weiterbildungsordnungen der Landesärztekammern, die hiervon abweichende Regelungen treffen können.